# Вам — задание
«Вам — задание» — фильм 2004 года, снятый на киностудии «Беларусьфильм» режиссёром Юрием Бержицким по одноимённой повести Николая Чергинца.

## Сюжет
Незадолго до начала войны лейтенант милиции Алексей Купревич получает задание обезвредить в одном из районов Западной Белоруссии банду Рановского — бывшего польского шляхтича, у которого в 1939 году советская власть экспроприировала имение. Бандиты не воспринимают молодого милиционера всерьёз. Алексей разобраться с бандой не успевает — начинается война. Получив боевое крещение в бою с немецким десантом, Алексей присоединяется к действующей армии, служит командиром разведроты. Рановский же в оккупации прислуживает фашистам, за заслуги бывший шляхтич получает назад своё имение, но когда во время карательной акции немцев вместе с сельскими жителями на хуторе сжигают его малолетнего сына, его отношение к оккупантам меняется. Рановский убивает офицера комендатуры, и теперь не может уйти с отступающими немцами. В 1944 году Белоруссия освобождена, Алексея назначают в том же, что и до войны, районе начальником отдела по борьбе с бандитизмом, и он снова приступает к выполнению полученного до войны задания и выходит на след Рановского.

## В ролях
- Виталий Ходин — Алексей Михайлович Купревич
- Валентин Клементьев — Пётр Михайлович Купревич
- Альбинас Келярис — Станислав Рановский
- Валерия Арланова — Ольга Ильинична Василевская, военврач
- Наталья Винтилова — Надежда Леонтьевна Купревич, жена Алексея
- Вячеслав Кулаков — Штольке
- Светлана Кожемякина — Татьяна Андреевна Купревич, жена Петра
- Евгений Дмитриев — Владимир Михайлович Купревич
- Майкл Брезанский — сын Рановского
- Андрей Олиференко — старшина Массальский
- Евгений Никитин — комбат
- и другие

## Съёмки
Места съёмок — Белорусском государственном музее народной архитектуры и быта в агрогородке Озерцо и в музее «Лошицкая усадьба», сцены боев в лесу снимали в Минской области.

## Критика
Критикой отмечалось, что фильм обладает «усреднёнными художественными достоинствами», не принёс ничего нового в разработку темы, при этом киновед А. А. Карпилова писала, что с сюжетом фильмом «сложилась парадоксальная ситуация»: — хотя в нём «соединились приметы приключенческого фильма и мелодрамы», но сюжет развивается прямолинейно и одномерно. При этом автор экранизируемого произведения Николай Чергинец отметил, что он «совсем иначе представлял себе эту экранизацию».